# クイズクロス5
『クイズクロス5』（クイズ クロスファイブ）は、かつて放送されていた日本のクイズ番組である。1983年4月から1988年3月まで中国地方のフジテレビ系列局で放送。テレビ新広島 (TSS) が制作し、中国地方の系列局が共同制作で参加した。提供は中国電力の一社。
その名の通り、中国地方5県のことを題材にしたクイズ番組で、解答者は制作に参加した各系列局が募集した親子1組ずつが出場していた。

## 司会者
- 坂本九（開始 - 1985年8月16日） - 1985年8月12日の日本航空123便墜落事故で急逝[1]。
- 神田康秋（当時TSSアナウンサー、1985年8月23日 - 1986年1月24日） - 坂本の急死を受け、後任決定まで出演。
- 河内理恵（開始 - 1986年1月24日） - 上記2名とともに司会を務めた。
- 柏木由紀子[2]（1986年1月31日 - 終了）
- 西田篤史（1986年1月31日 - 終了）

## 放送時間
以下のネット局のうち、テレビ山口は1987年9月まではTBS系列を優先ネットとするクロスネット局だった。同局は1987年10月にTBS系列にネット一本化したが、その後もフジテレビ及び系列各局との友好関係を維持したため引き続き番組を放送し、本番組の共同制作と解答者募集にも参加していた。
テレビ新広島では、プロ野球広島東洋カープ主催ゲームの中継が全国ネットとなった場合でも、19:03まで「ナイター情報」を放送した後本番組を通常より3分遅れで放送し、19:33から野球中継に飛び乗っていた。なお、下3局を含む系列局にはフジテレビ経由で裏送り配信している。また他球団主催ゲームのネット受け時にも同様の措置を取っていた他、全国ネット差し替えのTSSローカル放送時は、中継そのものを19:33開始の体裁で制作していた。
| 放送対象地域   | 放送局         | 系列                              | 放送日時                                                        | 備考   |
| -------------- | -------------- | --------------------------------- | --------------------------------------------------------------- | ------ |
| 広島県         | テレビ新広島   | フジテレビ系列                    | 金曜 19:00 - 19:30                                              | 製作局 |
| 島根県・鳥取県 | 山陰中央テレビ | フジテレビ系列                    | 日曜 08:45 - 09:15 （期間不明） 土曜 17:30 - 18:00 （期間不明） |        |
| 岡山県・香川県 | 岡山放送       | フジテレビ系列                    | 日曜 09:30 - 10:00                                              |        |
| 山口県         | テレビ山口     | TBS系列・フジテレビ系列 → TBS系列 | 月曜 17:00 - 17:30 （期間不明） 日曜 11:00 - 11:30 （期間不明） |        |

## 挿入歌
- 心のリボン（作詞：荒木とよひさ、作曲：三木たかし、歌：柏木由紀子）
  - 1987年から番組で使用された。レコードはテレビ新広島の委託製作盤として製作[6]されたのみで、全国販売されなかった。

## スタッフ
- 構成：野村六助
- プロデューサー：山中敏治
- ディレクター：滝本稔紘
- 制作協力：TSSプロダクション
- 技術協力：広島エンタープライズ
- 協力：篠本照明、中国ステージ
- イラスト：なかはらかぜ
- 制作・著作：テレビ新広島